# Kurfürstendamm
A Kurfürstendamm (röviden Ku'damm) Berlin egyik sugárútja Charlottenburg-Wilmersdorf kerületben. A 3,5 km hosszúságú sugárút Charlottenburg városrészben található Breitscheidplatz-nál  kezdődik (itt áll a  Vilmos Császár (Kaiser Wilhelm) emléktemplom) és délnyugati irányba vezet, egészen a Rathenauplatz-ig, Grunewald városrészig. Ez a város egyik fő bevásárlóutcája, amely a sok bolt mellett divatszalonoknak, luxusüzleteknek, galériáknak, valamint szállodáknak, kávézóknak és éttermeknek és is helyt ad. Az út épületei között maradtak meg díszes, régi századfordulós házak, de sok származik a háború utáni időszakból (1950-1970-es évekből) és akad néhány újabb is. A Kurfürstendamm és környéke 1990 előtt Nyugat-Berlin üzleti központja volt és a Nyugat "kirakataként" volt ismert.
A Breitscheidplatz másik, északi oldalán futó Budapester Straße keleti irányba történő folytatásaként található Kurfürstenstraße nem azonos a Kurfürstendammal.

## Története

#### A kezdetektől 1945-ig

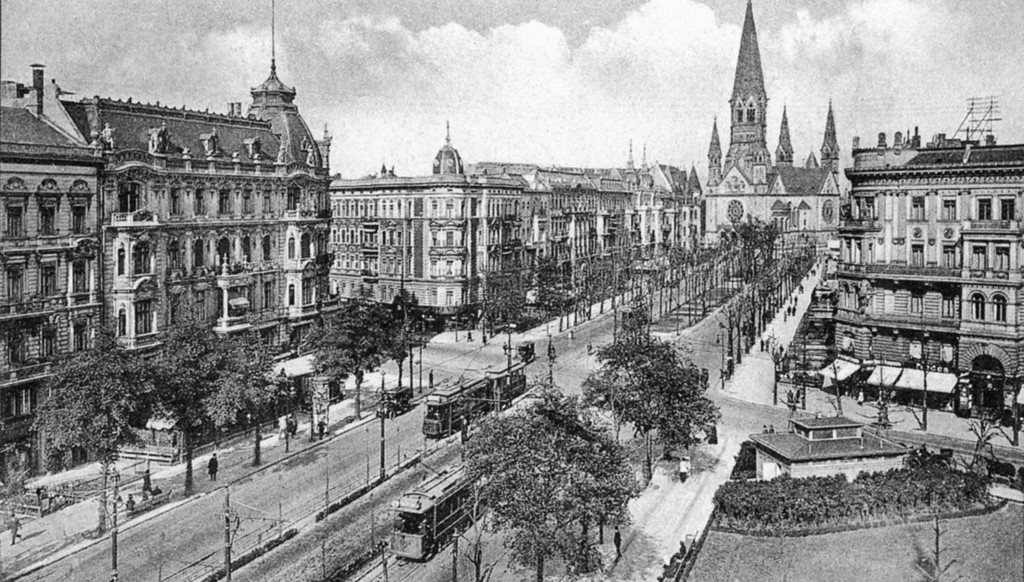
Kurfürstendamm, 1916-ban

A középkorban részben mocsaras terepen vezetett át Tiergartenből a Grunewaldba vezető út. 1542-ben II. Joachim választófejedelem a Grunewaldi tó mellett vadászkastélyt építetett, ahová a berlini városi palotából egy összekötő utat kellett kialakítani. Az út először egy 1685-ös térképen szerepel. A „Churfürstendamm” elnevezés 1767 óta szerepel a térképeken. A Kurfürsten szó jelentése választófejedelem, a Damm pedig töltést, gátat jelent. 1870-ben vetődött fel ötletként, hogy az utat egy 30 méter széles sugárúttá alakítsák. Bismarck kezdeményezésére 1875-ben egy kabinetrendelet szólt arról, hogy a párizsi Champs Élysées mintájára alakítják. Az út szélességét 53 méterben határozták meg: 2×7,50 méter előkert, 2×4 méter járda, 2×10 méter kocsiút, 5 méter hídfő és 5 méter középső sétány. Még így is csak fele olyan széles, mint a Champs-Elysées. Az út szélessége a mai napig 53 méter maradt, amely 2×13 méter járdára, 2×9 méter kocsiútra és 9 méter középső sávra oszlik. A beruházás magánfinanszorozásból valósult meg, az út kiszélesítésének kötelezettségéért cserébe a „Kurfürstendamm-Gesellschaft” konzorcium elővásárlási jogot kapott 234 hektár grunewaldi földterületre egy villatelep építésére. Egyúttal ez azt is jelentette, hogy az új sugárút nem az erdőben ért véget, hanem a berlini milliomosok kolóniájába vezet. Az út építése 1883-ban kezdődött. 1886. május 5-én nyitották meg Bahnhof Zoo-tól Grunewaldig közlekedő gőzvillamosvonalat. Ezt a dátumot tekintik a sugárút születésének. Először a Kurfürstendamm berlini szakasza, a mai Budapester Strasse a Landwehrkanal és az állatkert között épült ki pompás ötemeletes lakóházakkal, majd gyors egymásutánban a Charlottenburgi szakasz az állatkert és a Halensee között. A Kurfürstendamm a pompás lakópalotáival hamarosan kedvelt lakóhely lett. 1905-re a Kurfürstendamm nagy része beépült. A sugárúton épült hatalmas lakásokban 1913-ban 120 milliomos lakott. A Kurfürstendamm a keleti végétől nem messze a Wittenbergplatz-on 1907-ben nyitott meg a Kaufhaus des Westens (KaDeWe) hatalmas áruház, amely szintén hozzájárult a Kurfürstendamm fejlődéséhez, megszületett a City-West. Így fontos bevásárlóutcává is fejlődött, fényűző kínálattal. A századforduló környékén számtalan kávézó, szórakozóhely, kabaré, színház, mozi és üzlet alakult meg, amelyek tömegeket vonzottak Berlin minden részéből, valamint turistákat is. Ez a továbbiakban is folytatódott, a Kurfürstendamm az „arany húszas évek” kulturális életének megtestesítőjévé vált. A világ első hangosfilmjét 1922. szeptember 11-én mutatták be a Kurfürstendamm 68-ban újonnan megnyitott Alhambra moziban (ma Hotel Kurfürstendamm). A Kurfürstendammon a zsidó lakosok aránya kezdettől fogva különösen magas volt, mintegy 25%. Az antiszemita zavargások már az 1920-as években elkezdődtek, majd 1931. szeptember 12-én a zsidó újév alkalmából számos üzletet feldúltak. 1933-tól kezdve kiutasították a Kurfürstendamm fejlődését jelentősen alakító zsidó vállalkozókat, üzletembereket, vendéglősöket. 1938. november 9-án a kristályéjszaka alkalmával a zsidó üzleteket feldúlták. Az egykori zsidó üzletek gyorsan „árja” tulajdonosokra találtak. A második világháború alatt, 1943 augusztusában, szeptemberében és novemberében, valamint 1944 januárjában súlyos bombázások pusztították el a mai Kaiser Wilhelm Emléktemplomot és környékét, valamint a Kurfürstendamm jelentős részét. Sok épület romossá vált. További pusztítást okoztak a háború utolsó napjaiban, 1945 áprilisában és májusában a Halensee és az állatkerti bunker körül vívott szárazföldi harcok. 1945. május 1-jén szovjet csapatok elfoglalták az Auguste-Victoria-Platzot, majd ezután értek véget a harcok. A Kurfürstendamm 235 házából 43 volt még lakható, 192 elpusztult.

#### A második világháború utáni időszak

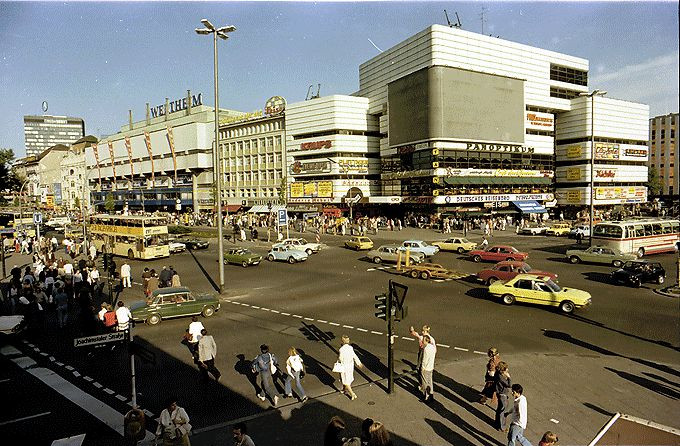
A Ku'damm-Eck épülete 1978-ban (1998-ban lebontották)

A háború végén, már 1945-ben a romokban éttermek nyíltak, a romok előtt pedig járdakávézók. A Kurfürstendammon a régi épületek megmaradt egy-két emeletére gyakran rögtönzött lapos tetőket helyeztek, a és ideiglenes épületeket emeltek. Ezek gyakran hosszú évekig megmaradtak. Sok romossá vált épületet az 1950-es években lebontottak. Még a Vilmos császár emléktemplom romjai is csak a lakosság heves tiltakozásának köszönhetően maradtak meg. A Kurfürstendamm arculata örökre megváltozott. Az első új épületek közül a Café Kranzler 1951-ben és az első új szálloda, a Kempinski 1952-ben nyitott. Az 1950-es évek új épületeit funkcionális stílus jellemzi. Ilyen volt az 1953-ban az Gloriapalast a Kurfürstendamm 12. szám alatt, 1954-ban az ECO-Haus a 64-65. szám alatt, 1955-ből a Joachimstaler Platzon álló Alianz magasépülete és az 1956-ban épült Hamburg-Mannheimer Versicherung irodaháza a Kurfürstendamm 32. szám alatt. Az építkezések ellenére még az 1960-as évek elején is számos ingatlanon még látszottak a háború nyomai. Sok helyen egyemeletes romok álltak. A tulajdonosoknak nem volt érdekük újjáépíteni elpusztult épületeket. Az újjáépítés a média szerint lassan halad, azonban a szükséges beruházásokhoz és építkezésekhez nem volt meg a gazdasági érdek, így csak állami programok biztosíthatták az építési tevékenységet. Majd a berlini segélytörvény és a berlini támogatási törvény megteremtette az alapját a Nyugat-Németországból Nyugat-Berlinbe irányuló kiterjedt pénzügyi transzfereknek. Az állami építési programok támogatásával a Kurfürstendammon nagy, modern épületeket emeltek, amelyek elkülönültek a sugárút hagyományos építészeti arculatától. A Kurfürstendamm, illetve a Breitscheidplatz környéke Berlin kettészakadásával átvette a nyugati rész városközponti szerepét, amely végig fennmaradt. A Kurfürstendamm egy fényes „kirakat” volt, a Nyugat jólétének és gazdasági sikerének demonstrációja, szimbóluma. Több volt mint egy bevásárlóutca, sokak számára ideológiai fogalommá vált. Az 1960-as évek közepétől több tüntetésnek volt helyszíne, az 1970-es években pedig a gyorséttermek, olcsó üzletek és peep-show-k miatt kritizálták. A Kurfürstendamm és a Joachimsthaler Straße sarkán 1972-ben épült Ku'damm-Eck egy multifunkcionális üzleti- és szórakoztatóközpont volt. Az épület a későbbiekben sokak számára az 1970-es évek nyugat-berlini építészeti bűneinek szinonimájává vált, majd 1998-ban lebontották. 1984-ben a Breitscheidplatzot földgömbszökőkút épült. Az első Love Parade 1989-ben a Kurfürstendammon indult, és öt éven át rendszeresen megrendezték ott. Később a megnövekedett résztvevők száma miatt került át máshová. 1989. november 9-én a Fal leomlását Trabi-felvonulással ünnepelték a Kurfürstendammon. Az újraegyesítés után az Uhlandstraße és az Adenauerplatz közötti területen olyan csúcskategóriás luxusüzletek telepedtek meg, mint a Prada, a Gucci, a Jil Sander, a Hermes stb. Számos látványos új épület is elkészült. Az újraegyesítés után a sugárút mítosza elhalványult és Berlin egyéb központjai, így a Mitte történelmi városközpontja és az újjáépített Potsdamer Platz környéke versenytársai lettek.

## Szakaszai
A Kurfürstendamm sugárút több részre, területre bontható. Az üzleti- és közélet a Breitscheidplatz és az Adenauerplatz közötti szakaszra koncentrálódik, míg a nyugati szakaszát, Grunewald irányába elsősorban lakónegyedek alkotják.

#### Breitscheidplatz és környéke
A téren áll a szimbólummá vált Vilmos császár emléktemplom, mellette az 1984-ben épült gömbszökőkút. Az Europa-Center épülete is a tér egyik oldalán magasodik. Innen a Kurfürstendamm folytatása a Wittenbergplatz irányába a Tauentzienstraße. A Breitscheidplatz-tól a másik irányba a Kurfürstendamm egy rövid, néhány százméteres szakasza van a Joachimsthaler Straße kereszteződéséig. Ezen a szakaszon van a Galeria (korábban Karstadt áruház) is, amely 1971-ben épült, akkor a Wertheim áruházként nyitott meg.
- Breitscheidplatz a gömbszökőkúttal
- Kurfürstendamm, háttérben a Vilmos császár emléktemplom
- Galeria Berlin (korábban Karstadt ruház) Kurfürstendamm 231

#### A Joachimsthaler Platz-tól az Adenauerplatz-ig tartó szakasz
Ezt a szakaszt lakó- és kereskedelmi épületek jellemzik. A Joachimsthaler Platz-on egy közlekedésirányító fülke áll, ami 1962 óta már nem működik, de műemlékvédelem alatt áll. A kereszteződésben található a régi Ku'damm-Eck helyén 1998 és 2001 között épült új Ku'damm Eck tömbje. Közvetlenül mögötte magasodik a Sofitel hotel modern saroképülete. A Joachimstaler Straße szemközti sarkán található a Café Kranzler kávézó, amely mögött magasodik a Neues Kranzler-Eck üvegépülete. Ezen a szakaszon található az Uhlandstraße kereszteződése és a második metroállomás, majd az Olivaer Platz, amely részen további üzletek és éttermek találhatóak. Az Uhlandstraße metróállomás közelében található a Hotel Bristol Berlin (korábban Kempinski) szálloda saroképülete. Az Olivaer Platz és a Bleibtreustraße közötti szakaszon olyan üzletek találhatók, mint például a Prada. Gucci és a Chanel. Az 1912-ben épített, Kurfürstendamm 193-194 alatt található korábbi „Hotel Cumberland” épületében az első világháború alatt a „Wumba” (Fegyver- és Lőszerbeszerzési Hivatal), majd 1922-ig a Birodalmi Gazdasági Minisztérium, 1928-ig a Főpostaigazgatóság, 1935-ig a Birodalmi Statisztikai Hivatal, majd a Berlini Állami Pénzügyi Hivatal, 1966-ot követően a Berlini Pénzügyi Főigazgatóság működött benne.
- Joachimsthaler Platz, közlekedésirányító fülke
- Ku'damm Eck (Kurfürstendamm/Augsburger Straße)
- Kereszteződés (Kurfürstendamm 227)
- Café Kranzler (Kurfürstendamm 18)
- Hotel Zoo (Kurfürstendamm 25)
- Hard Rock Cafe (Kurfürstendamm 224)
- Hotel Bristol (Kurfürstendamm 27)
- Spielbank kaszinó (Kurfürstendamm 31
- Kurfürstendamm 213
- Kurfürstendamm 42
- Kurfürstendamm 50
- Haus Cumberland (Kurfürstendamm 193–194)
- Kurfürstendamm 56
- Olivaer Platz (Kurfürstendamm 59)
- Olivaer Platz (Kurfürstendamm 182)

#### Az Adenauerplatz-tól Grunewald városrészig
Ez a szakasz a Kurfürstendamm csendesebb területére vezet, itt már kevesebb az üzlet és több lakóépület található. Az Adenauerplatznál a körút eléri Wilmersdorf kerületét, ahol a Lehniner Platzon a Schaubühne színház mellett halad el. Az Adenauerplatznál egy U7-es Metro állomás van. A további szakasz Berlin-Halensee városrészen terül el, előbb a Henriettenplatz következik, majd az útszakasz végén a Rathenauplatz található. Ezen a helyen áll 1987 óta a vitatott „Beton Cadillac” szobor. Ez egyúttal egy csomópont is, az Halensee állomással, illetve a városi (100-as) autópálya is keresztezi a sugárutat. A Kurfürstendamm Grünewald területén, dél felé folytatása a Hubertusallee, amely már zöldövezeti övezetten keresztül vezet.
- Adenauerplatz (Kurfürstendamm 71)
- Halensee, Kurfürstendamm 152
- Schaubühne (Kurfürstendamm 153)
- Halensee, Kurfürstendamm 147
- Halensee, Kurfürstendamm-Nestorstraße
- Halensee, Agathe Lasch Platz
- Halensee, Kurfürstendamm 96-97
- Halensee, Joachim-Friedrich Straße  sarok (Ku'damm 101 Hotel)
- Henriettenplatz
- Rathenauplatz, (Beton-Cadillacs szobor)

### Házszámok
Az egykori Auguste-Viktoria-Platz-tól (jelenleg Breitscheidplatz) keletre, a Landwehrkanalig (Corneliusbrücke) tartó szakaszt 1925-ben átnevezték „Budapester Straße”-ra. Mivel a régi ingatlanszámozás megmaradt, ezért az 1-10. házszámok kimaradtak, és a Kurfürstendamm azóta a 11. házszámmal kezdődik. Emellett a Lehniner Platzról is hiányoznak a 77-89. házszámok.

## Közlekedés
A Kurfürstendamm útvonalán több városi buszjárat jár és metro (U-Bahn) állomások is vannak. Az Kurfürstendamm állomáson áthalad az U9 U1 metro vonal, az Uhlandstraße az U1 vonal végállomása. Ezen két metroállomás közözzi vonal halad a Kurfürstendamm alatt, a további állomás nem ezen vonal folytatása. Az U-Adenauerplatz állomáson az U7 vonal halad keresztül.
A berlini gyorsvasút (S-Bahn) állomásai közül az Zoologischer Garten állomás pár száz méterre van a Breitscheidplatz-tól, vagy a Joachimsthaler Platz-tól. A Kurfürstendamm másik végén pedig a Halensee állomással található, ahol a Ringbahn (körgyűrű) vonal érhető el.
Érdekesség: Az 1980-as években létezett az úgynevezett Kurfürstendamm-jegy, amelyet 1984-ben vezettek be. Az egyirányú menetjegy átszállási nélkül, kizárólag a 19-es és 29-es buszvonalon volt érvényes a Halensee állomás és a Wittenbergplatz között. Az ára 1 DM volt.
- Kurfürstendamm metro állomás
- Kurfürstendamm 31 (Uhlandstraße metró állomás)
- Adenauerplatz metró állomás
- városi buszjárat